# Aršanská vysočina

Aršanská vysočina (zeleně) na geomorfologické mapě Běloruska

Aršanská vysočina (bělorusky Аршанскае ўзвышша [Aršanskaje ŭzvyšša]) zabírá východní část Běloruské pahorkatiny spadající do Bělorusko-Valdajské provincie. Na Aršanské vysočině se zcela nebo částečně nechazí Aršanský, Dubrověnský, Senněnský, Talačynský a Čašnický rajón ve Vitebské oblasti a část Krupského rajónu v Minské oblasti.
Vysočina se táhne od východu na západ přes 120 km a od severu k jihu 10 až 40 (někdy až 60 km). Rozkládá se na území o rozloze 2 500 tis. km². Na severu hraničí s Věrchněbjarezinskou nížinou, Čašnickou rovinou a Lučoskou nížinou, na jihu s Horacko-Mscislaŭskou vysočinou, Aršansko-Mohylevskou rovinou a Centralnabjarezinskou rovinou a na západě s Minskou vysočinou.
Z tektonického hlediska se přimyká k Aršanské proláklině. Vysočinou prochází rozvodí Baltského a Černého moře. Do povodí Západní Dviny patří řeky Usvějka a její přítoky, k povodí Dněpru patří Adroŭ, Druc, Bobr.